# Occidozyga berbeza
Occidozyga berbeza — вид жаб родини Dicroglossidae. Описаний у 2021 році.

## Етимологія
Видовий епітет berbeza — це малайське слово, що означає «контрастний», натякаючи на контрастний помаранчевий і темно-коричневий колір спини цього виду.

## Поширення
Ендемік Малайзії. Поширений лише у штаті Саравак на півночі Калімантану.

## Опис
Невелика жаба, довжиною 16–18 мм у самців та 18–19 мм у самиць, без дорсолатеральної складки, але з поперечними зморшками на спинці. Пальці з дисками. Спина помаранчево-коричнева з темно-коричневою смугою.